# 1809 en Bretagne
 Chronologie de la Bretagne
- 1805
- 1806
- 1807
- 1808
- 1809
- 1810
- 1811
- 1812
- 1813

Cette page recense des événements qui se sont produits durant l'année 1809 en Bretagne.